# Joseph l'insoumis
Joseph l'insoumis est un téléfilm français réalisé par Caroline Glorion et diffusé le 18 octobre 2011 sur France 3.

## Synopsis
1956, à Noisy-le-Grand, aux portes de Paris, une cité d'urgence Emmaüs qui ressemble un peu à un bidonville. Une poignée de familles survivent sous des abris de fortune dans une misère effroyable et une violence quotidienne. Un homme, Joseph Wresinski, un prêtre, lui-même né dans la grande pauvreté, décide de s'installer au milieu de ceux qu'il appelle « son peuple ». Parmi ces familles, celle de Jacques. Sa vie va être transformée par sa rencontre avec le Père Joseph. La sienne, mais aussi celle des personnes qui vont rejoindre le combat de ce curé révolutionnaire. Un combat contre l'assistance et la charité qui, dit-il, « enfoncent les pauvres dans l'indignité. »
Ce film, c'est aussi les débuts d'ATD Quart monde, un mouvement de lutte pour les droits et contre l'illettrisme né dans ce lieu de relégation charitable, aujourd'hui mouvement international présent sur les cinq continents. Avec la grande figure de Geneviève de Gaulle-Anthonioz. Avec cette intuition fondatrice : il faut refuser la « charité », un « cache-misère » qui entretient la pauvreté.

## Fiche technique
- Réalisateur : Caroline Glorion
- Scénario : Colo Tavernier, Caroline Glorion et Philippe Dussau
- Photographie : Pierre Milon
- Musique : Frédéric Vercheval
- Montage : Jacqueline Mariani
- Pays de production :  France
- Production : Les Films de la Croisade (France), Iota Productions (Belgique), France Télévision.
- Durée : 95 minutes

## Distribution
- Jacques Weber : Joseph Wresinski
- Anouk Grinberg : Alicia
- Laurence Côte : Rose
- Anne Coesens : Geneviève de Gaulle-Anthonioz
- Salomé Stévenin : Suzanne
- Nicolas Louis : Jacques
- Patrick Descamps : le géant
- Isabelle de Herthog : Mme Richet
- avec la participation parmi les figurants de nombreuses personnes de la région Aquitaine qui vivent aujourd'hui dans la pauvreté et la grande précarité. Ce qui fit toute la différence et la richesse du tournage (voir making of).

## Autour du téléfilm
- Ce téléfilm a reçu deux prix, les Pyrénées d'or et le Prix du public au Festival du film de télévision de Luchon 2011.
- making of sur le tournage été 2009 (production ATD Quart Monde) : https://www.dailymotion.com/video/xgut0y_joseph-l-insoumis-l-aventure-cinematographique_tv
- pour mieux connaitre Joseph Wresinski: http://www.joseph-wresinski.org/
- pour mieux connaitre le mouvement qu'il a fondé: http://www.atd-quartmonde.fr